# Mancala

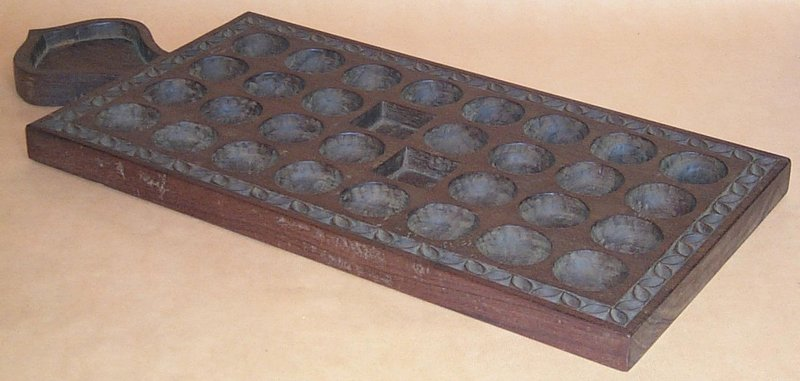
Un tavoliere da Bao artigianale (Zanzibar)

Il nome mancala (talvolta riportato come mankala o manqala) si riferisce a una famiglia di giochi da tavolo astratti, diffusi in gran parte del mondo (specialmente in Africa, in Medio Oriente, in alcune zone del Sudest asiatico e in America centrale) e spesso indicati anche come giochi di semina. Si può avere un'idea del numero e della diversità dei giochi di questa famiglia, nonché della forte connotazione geografica delle varianti, attraverso il paragone con i giochi di carte. Per quanto riguarda invece il ruolo che i giochi mancala ricoprono nella società di molte regioni africane e asiatiche, l'analogia più calzante col mondo occidentale è probabilmente quella con gli scacchi. Fra i giochi più diffusi della famiglia si possono citare il Wari, l'Omweso e il Bao.
Molti autori di giochi si sono cimentati nella creazione di nuovi mancala. Un importante "mancala moderno", che contende il titolo di mancala più famoso persino al Wari, è il Kalah. Per un elenco di giochi della famiglia dei mancala, vedi lista di mancala.

## Nomi
Vi è un diffuso fraintedimento secondo cui esisterebbe un particolare gioco dal nome mancala. Questo errore è stato alimentato, in parte, dal fatto che case editrici occidentali hanno commercializzato sotto questo nome alcuni particolari giochi della famiglia. Anche in letteratura vengono usate spesso espressioni improprie come varianti del mancala, che sottintendono che esista un gioco principale da cui gli altri sono derivati.
In realtà, il nome mancala è un termine arabo che indica alcuni giochi di questa famiglia; tuttavia, il termine (diffuso per esempio in Siria, Libano ed Egitto) non viene usato in modo coerente (cioè non indica esattamente lo stesso gioco) neppure da queste popolazioni. La parola sembra derivare dall'arabo naqala (letteralmente: "spostare"), a cui corrisponde anche il swahili mankelah.
Non è certamente facile stabilire una nomenclatura precisa dei giochi mancala; gli stessi giochi hanno diversi nomi in diverse regioni, e le varianti anche sottili sulle regole sono in tal numero da eludere qualsiasi tentativo di classificazione "definitiva". In alcuni casi, addirittura, allo stesso gioco vengono attribuiti nomi diversi a seconda che a giocarlo siano gli uomini o le donne. Esiste anche una certa difficoltà, da parte dei ricercatori in questo campo, a separare chiaramente quelle che sono le regole del gioco (nel senso che si dà in occidente a questo termine) rispetto, per esempio, a preferenze nella disposizione iniziale dei pezzi o implicazioni strategiche.
I nomi dei giochi della famiglia sono spesso una mera esplicitazione dei pezzi che si usano per giocarlo. Per esempio, dallo swahili mbao ("tavola") derivano i nomi Bao ("tavoliere") e Ambao, e da mchezo ("gioco") deriva Omweso; Wari significa "case". Altri nomi si riferiscono alle azioni tipiche del gioco, come "contare", "seminare", o, come si è detto sopra per la dizione araba, "spostare".
Ogni voce elencata nella lista di mancala riporta le principali denominazioni del gioco corrispondente.

## Concetti generali

### Tavoliere e pezzi

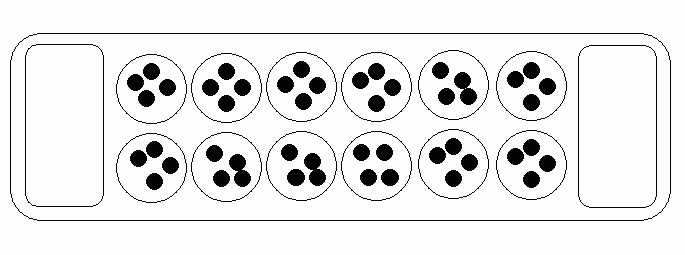
La forma più diffusa di tavoliere da Mancala II: 2x6, con due spazi laterali (granai) in cui deporre i pezzi catturati

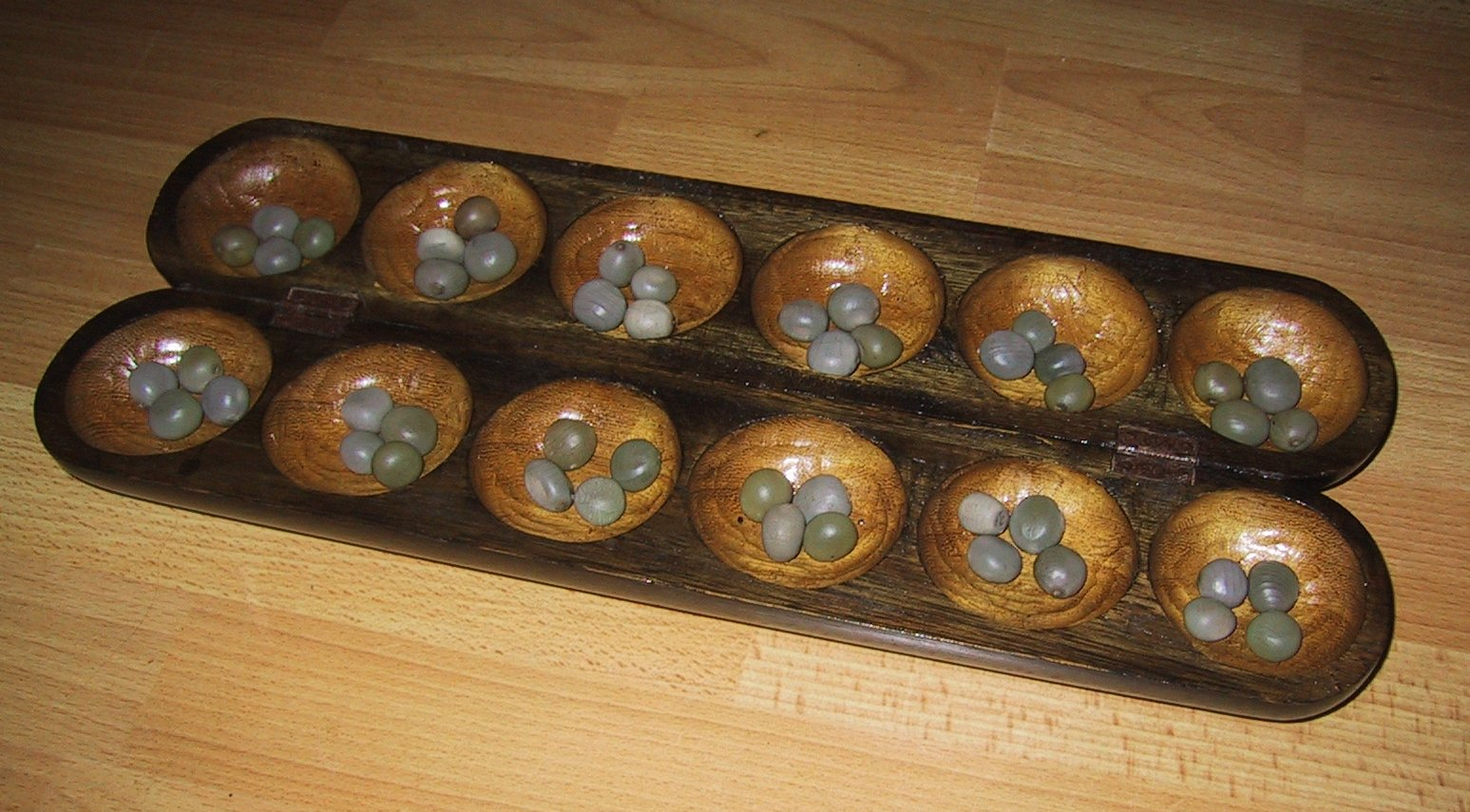
Tavoliere da Wari della Costa d'Avorio, con i tradizionali semi di Caesalpinia usati come pezzi

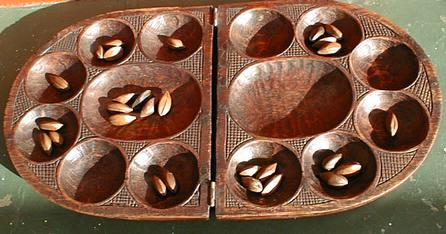
Un insolito tavoliere da Wari circolare (forse originario del Camerun)

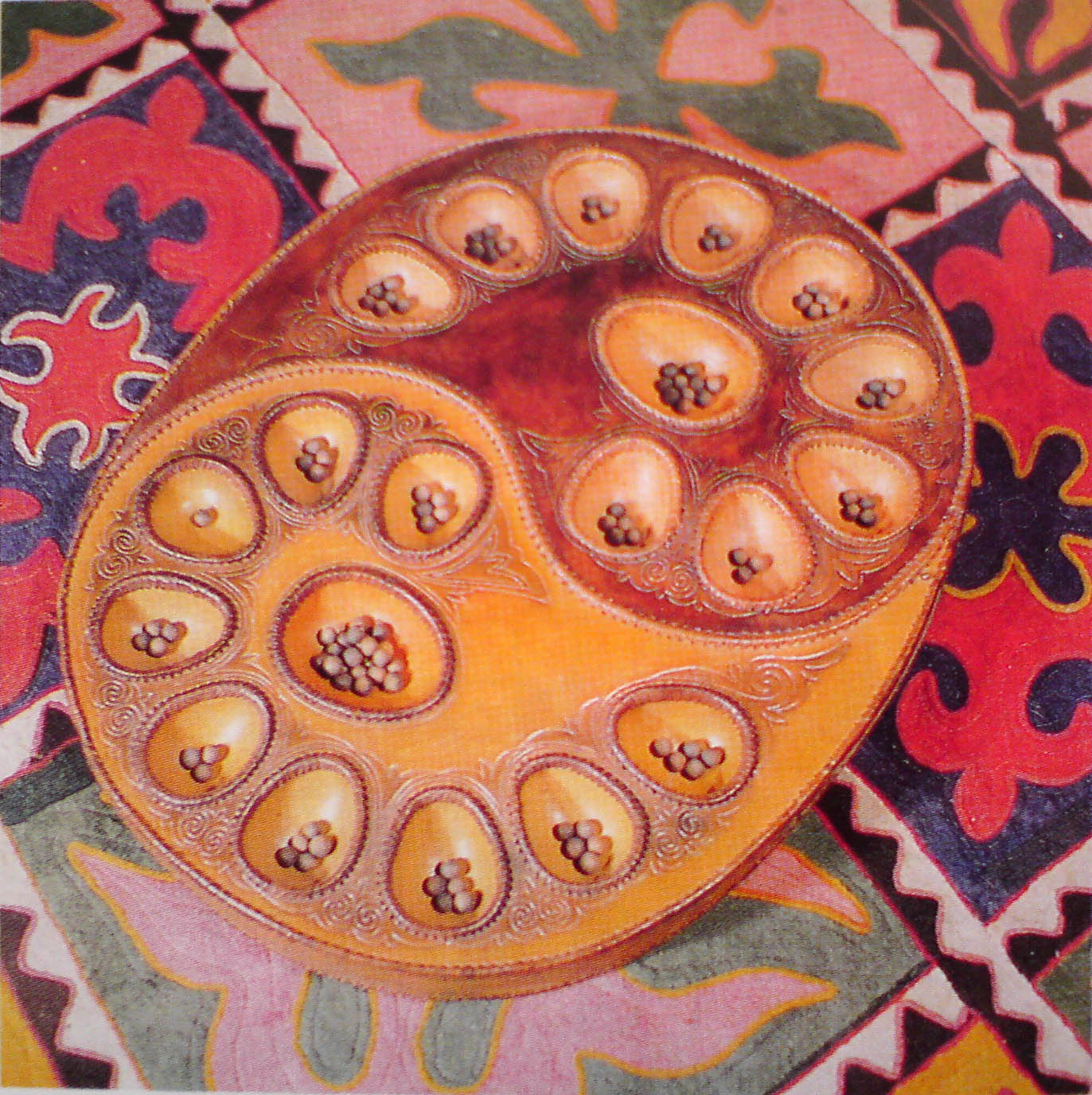
Tavoliere da Togus korgool (Kirghizistan)

I mancala sono basati su un tavoliere piuttosto semplice, con una serie di buche solitamente dette case (o pozzi), disposte in un certo numero di file (solitamente due o quattro) di pari lunghezza. Il numero di case per fila è anch'esso variabile; le varianti più frequenti sono 6, 8 o 10. In alcuni casi, alle estremità del tavoliere sono presenti buche più grandi dette granai, che possono servire per riporvi i pezzi a fine partita o le catture (vedi più avanti); i granai hanno anche una funzione esplicita nelle regole di alcuni giochi. Il tavoliere può essere fatto di legno o di qualsiasi altro materiale, o semplicemente essere realizzato scavando le buche nella sabbia.
Gli antropologi utilizzano spesso una tassonomia dei mancala basata proprio sul numero delle file; si parla così di Mancala II, Mancala III e Mancala IV per i mancala a due, tre o quattro file rispettivamente. La figura a fianco mostra un tavoliere di Mancala II, quale usato per esempio dal Wari, con granai laterali. (I granai non hanno alcuna funzione nel Wari, vengono forniti solo come luogo in cui deporre i semi non in gioco, e pertanto possono essere assenti; altri giochi ne fanno invece uso).
La maggior parte dei mancala moderni sono di tipo Mancala II o Mancala IV, ma vi sono indicazioni che i giochi più antichi della famiglia fossero Mancala III (vedi Storia). La maggior parte dei Mancala III sopravvive nel Corno d'Africa in numerosissime varianti, collettivamente indicate con il nome Selus. Fra i mancala moderni esiste anche qualche esempio di Mancala I.
I pezzi sono normalmente semi; in Africa e Centroamerica si usano soprattutto semi di alberi del genere Caesalpinia, per esempio della Ceasalpinia bonduc (che ad Antigua viene chiamato "albero del Warri"). In alternativa si possono usare fagioli, pietre, piccole conchiglie o altri oggetti di dimensioni analoghe. I pezzi sono tutti uguali e vengono piazzati nelle case. Il modo in cui i pezzi sono piazzati inizialmente nelle case è estremamente variabile, e in molti casi non è neppure chiaro se la collocazione iniziale debba considerarsi parte delle regole del gioco o se i giocatori siano liberi di sceglierla a piacere (in modo analogo a quello in cui, in alcuni giochi di carte come il dernier, il mazziere decide liberamente il numero di carte da distribuire a ogni giocatore).
Nei tavolieri a due file, ogni giocatore possiede la fila più vicina, ma i pezzi possono essere spostati da una fila all'altra; nei tavolieri a quattro file, ogni giocatore possiede le due file più vicine, e solitamente muove i propri pezzi solo nell'ambito delle proprie file.

### La semina
I giocatori muovono a turno. La dinamica generale della mossa, che viene spesso detta semina, consiste nel prelevare tutti i pezzi presenti in una certa casa (di solito scelta fra quelle di proprietà del giocatore e occupate da un certo numero minimo di pezzi), e depositarli nelle case adiacenti, uno per casa. Se la semina non si conclude nella fila in cui ha avuto inizio, essa prosegue in un'altra fila, tipicamente descrivendo un movimento circolare antiorario. Così, una semina procede generalmente verso destra nella fila più vicina al giocatore e, arrivata al termine della fila, prosegue nella fila adiacente da destra verso sinistra. Nei mancala a due file, il movimento può attraversare l'intero tavoliere; in quelli a quattro, esso è limitato alle due file di proprietà del giocatore che sta muovendo.
La semina può essere semplice, ovvero concludersi con l'ultimo pezzo deposto in una casa, oppure a staffetta. In quest'ultimo caso (tipico per esempio del Bao) se l'ultimo pezzo viene deposto in una casa già occupata, il giocatore preleva immediatamente il contenuto di tale casa e prosegue la semina con i pezzi raccolti; il procedimento può ripetersi. Questo genere di semina può portare turni di gioco estremamente lunghi, che sconvolgono completamente l'equilibrio del tavoliere. La capacità di prevedere gli effetti di una semina a staffetta è una delle qualità che contraddistinguono i guru del Bao.. Nei mancala indiani come l'Ali Guni Mane, la semina a staffetta prosegue non con i semi presenti nella casa in cui la semina iniziale è terminata, bensì con quelli presenti nella casa successiva (regola nota come pussa-kanawa).

### La cattura
Lo scopo generale della semina è di solito la cattura, ovvero l'acquisizione, o eliminazione dal gioco, di pezzi dell'avversario. Le regole della cattura sono uno degli aspetti più variabili. In alcuni giochi, per esempio, una semina che termini in una casa avversaria porta alla cattura dei pezzi presenti in quella casa; oppure, una semina che termini in una casa vuota comporta la cattura dei pezzi presenti nella casa avversaria antistante (eventualmente sotto alcune condizioni aggiuntive circa il numero di pezzi presenti in tale casa). In altri casi ancora, vengono catturati i pezzi presenti nelle case che, in seguito alla semina, vengono a contenere un certo numero di pezzi.
I semi catturati vengono talvolta eliminati dal gioco e talvolta deposti nelle file del giocatore che ha eseguito la cattura. Nei giochi in cui le file terminano in un granaio (una casa più grande), questo ha di solito la funzione di accogliere i pezzi catturati. In genere (per esempio in tutte le varianti giocate in Africa a nord del Sahara), il granaio può essere comunque visitato dalle semine come qualunque altra casa.
Dal fatto che in tutti (o quasi) i mancala le operazioni fondamentali sono quella di seminare (e quindi contare) e quella di catturare deriva l'espressione count and capture ("conta e cattura") usata talvolta nella letteratura inglese per riferirsi ai mancala.

### Obiettivo del gioco
Lo scopo del gioco è solitamente quello di catturare più pezzi dell'avversario, o mettere l'avversario nella condizione di non avere più alcuna mossa legale a disposizione (per esempio perché tutte le sue case sono vuote o non contengono il numero minimo di pezzi richiesto per iniziare una semina).
Quando il gioco termina perché tutte le case di un giocatore sono vuote, si parla di carestia.
In molti mancala esiste anche la possibilità che il gioco termini in una situazione di stallo, ovvero in cui le mosse possibili si ripetono all'infinito, in una sequenza "circolare". In tal caso, spetta ai giocatori decretare che il gioco è concluso (ed eventualmente procedere al conteggio dei pezzi catturati). Come curiosità, si può notare che una sequenza circolare di mosse corrispondente allo stallo può essere, in alcuni mancala, anche molto lunga; cosicché, si possono verificare situazioni in cui è estremamente difficile riconoscere uno stallo. Proprio per questo motivo lo stallo non viene normalmente considerato come un "fatto" osservabile (come per esempio negli scacchi), quanto piuttosto un "accordo" fra i giocatori.

### Altre regole
Sebbene in molti mancala l'obiettivo del gioco sia quello di rubare tutti i pezzi all'avversario, ottenendo una vittoria per carestia, molti mancala vietano esplicitamente mosse che portino alla carestia dell'avversario, a meno che tali mosse non siano obbligate (ovvero, che non vi siano alternative).
Di solito la sconfitta per carestia viene decretata all'inizio del turno del giocatore sconfitto; in questo caso, se un giocatore termina il proprio turno in situazione di carestia (avendo compiuto una semina che ha portato tutti i suoi pezzi nelle file dell'avversario), la sconfitta può essere ancora evitata se l'altro giocatore, al proprio turno, esegue una semina che riporta alcuni semi nelle file del giocatore in carestia, salvandolo dunque in extremis. In moltissimi mancala, anzi, questo salvataggio in extremis dell'avversario (detto dar da mangiare) è obbligatorio se possibile. Non è difficile leggere in questa regola tracce di una filosofia di solidarietà nelle civiltà agricole in cui i mancala hanno avuto origine (vedi Storia).

### Solitari
Come è avvenuto per le carte da gioco in occidente, anche per i tavolieri da mancala sono stati inventate nel tempo diverse forme di solitario. I solitari sono particolarmente diffusi nei paesi arabi (per esempio in Sudan; vedi lo El Arnab), ma se ne trovano anche presso altre culture (lo Tchuca ruma è un mancala per un giocatore originario dell'India).

## Storia e diffusione

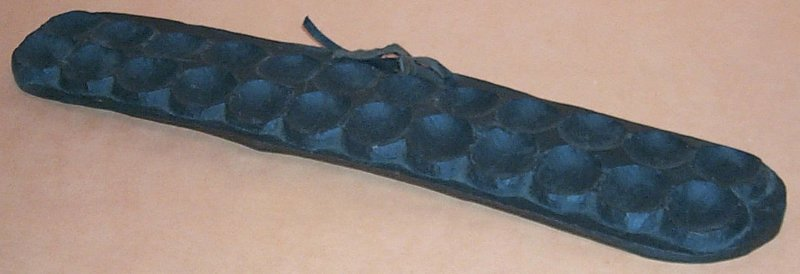
Un tavoliere da Endodoi, il mancala più diffuso presso i Masai

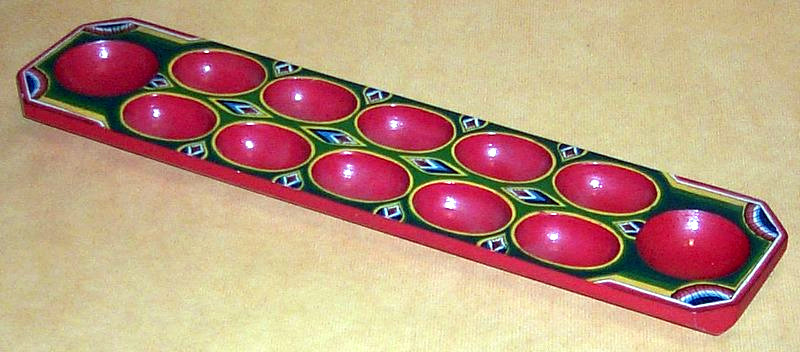
Un tavoliere da Congklak, uno dei mancala del Sudest asiatico

La storia dei mancala non è chiara. La similitudine di molti aspetti del gioco con l'attività agricola, e la semplicità del tavoliere e dei pezzi, il grande numero di varianti e la loro diffusione nel mondo fanno pensare a un'origine estremamente antica; secondo alcuni, forse, prossima alle origini stesse della civiltà.
Secondo un articolo apparso sulla rivista Time il 14 giugno 1963, "due file di sei fori, accompagnate alle estremità da due fori di dimensioni maggiori, sono scolpite su un grande blocco di roccia nell'antica città di Aleppo, in Siria. Lo stesso schema si ritrova scolpito sulle colonne del tempio di Karnak, in Egitto, e appare nelle antiche pitture tombali della valle del Nilo. Lo stesso disegno è scolpito nel Teseo di Atene, e su diverse rocce lungo le vie percorse dalle carovane del mondo antico. Oggi analoghe file di fori si trovano in tutta l'Asia e l'Africa, scavati nel terreno, incisi in legni rari o nell'avorio". Anche se non tutte queste affermazioni sono state confermate, questo può dare, almeno grossolonamente, l'idea dell'età della famiglia dei mancala.
Il luogo di origine fu probabilmente l'Africa, forse il Nord, e una collocazione temporale verosimile potrebbe essere fra i 1000 e i 3000 anni fa. Un tavoliere per un Mancala III fu rinvenuto nella Piramide di Cheope. Che il gioco venga dall'Africa sembra anche essere attestato dall'enorme diffusione dei mancala in tutto il continente: praticamente ogni popolazione africana gioca un mancala, o più di uno. Nel Nord-Ovest si gioca a Wari (la variante più nota e diffusa), anche noto (talvolta con varianti locali delle regole) come Awari, Awele, Wouri, Ourin, Oware e così via; in Africa orientale subsahariana, in particolare in Kenya e Tanzania, il mancala più diffuso è il Bao (uno dei mancala più complessi), e giochi simili si trovano in tutta l'Africa bantu (per esempio il bawo in Malawi, lo Omweso, il Bao Kiarabu, lo Endodoi dei Masai); in Nigeria si gioca ad Ayoayo o Adi; e la lista dei nomi e delle varianti continua (Woro, Kbo, Layli, Adji, Gabata, Hus, Ayo, Kale, Aghi, Kigogo, Ajua, Ndoto, Soro, Mulabalaba, e così via).
I mancala sono piuttosto diffusi anche in Medio Oriente, India e Indonesia. L'origine araba del nome "mancala" fa pensare che gli arabi ne siano stati fra i maggiori esportatori, portandolo dall'Africa all'Asia; la prima testimonianza scritta a proposito dei mancala risale proprio ai testi religiosi medioevali arabi. Anche nel Sudest asiatico il gioco esiste in numerose varianti e con molti nomi, come Congklak, Dacon, Dentuman lamban, Mokaotan, Maggaleceng, Aggalacang e via dicendo.
In tempi più recenti, principalmente in seguito alla tratta degli schiavi, il gioco si è diffuso anche nelle Americhe, soprattutto nei Caraibi e nell'America centro-meridionale (negli Stati Uniti, agli schiavi neri venne in genere proibito di coltivare il ricordo di qualsiasi tradizione delle loro terre d'origine, e anche la cultura dei mancala si spense in questo modo). Nelle Americhe il mancala predominante è il Wari, e suo discendente diretto è il mancala americano.
Benché il gioco sia apparso diverse volte in Europa (è noto che veniva giocato dai mercanti inglesi nel XVII secolo), la sua diffusione in questo continente è stata sempre piuttosto limitata, con l'eccezione dei paesi baltici, in cui un tempo era un gioco molto popolare, noto col nome di Bohnenspiel.

## I mancala nella società

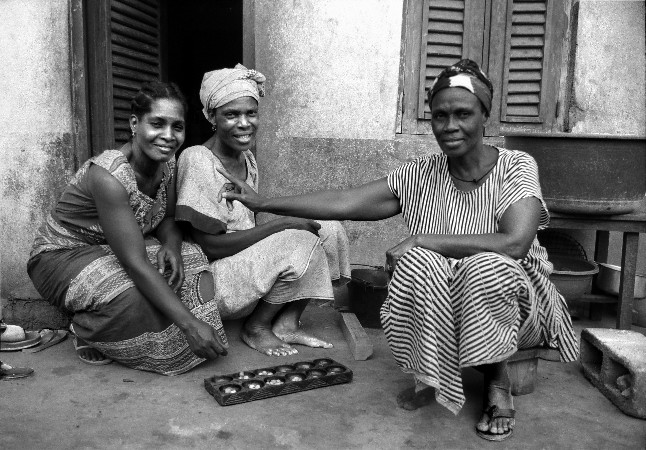
Donne che giocano ad Awele, Africa Occidentale

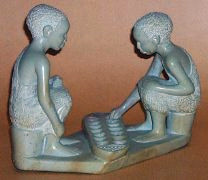
Il mancala nell'arte africana: statuetta di pietra saponaria raffigurante due pastori che giocano ad Ajwa, il mancala della popolazione Luo

In Africa (soprattutto Africa nera), coerentemente con i valori tradizionali delle popolazioni locali, i mancala hanno spesso la funzione di fornire un momento di aggregazione e di conoscenza reciproca. Essi sono anche uno degli strumenti principali con cui insegnare l'aritmetica ai bambini.
Inoltre, sia nelle culture africane che in quelle afroamericane, ai mancala è spesso associata una valenza simbolica, sociale o religiosa. In diverse lingue il gioco è noto come semina magica; spesso è legato ad auspici di buon raccolto (questo sia in Africa che, per esempio, nel sudest asiatico). A questo proposito, gli antropologi considerano interessante il fatto che, in quasi tutte le principali varianti, i giocatori in competizione siano comunque tenuti a proteggersi l'un l'altro dal pericolo della "carestia"; un caso abbastanza infrequente, fra i giochi antichi, di "solidarietà" codificata come regola.
Dai significati culturali attribuiti al gioco seguono anche una serie di vincoli su come, con chi e quando giocarlo. Nei paesi arabi come Siria ed Egitto, per esempio, gli uomini possono giocare solo contro gli uomini e le donne solo contro le donne; nelle Filippine, un uomo che perda contro una donna a Wari ritiene di aver subito una pesante onta. In certe zone del Corno d'Africa, come pedine si ritiene appropriato usare solo i semi di caesalpinia christa; secondo le leggende, infatti, questo albero fu creato dalle divinità al solo scopo di fornire i pezzi per il gioco, per cui non servirsi di questo dono sarebbe segno di irriconoscenza. Vi sono regioni in cui è lecito giocare solo di giorno, poiché di notte i tavolieri devono essere lasciati fuori dalla porta di casa, affinché gli spiriti possano giocare. In Suriname sopravvive la tradizione, originariamente africana, di giocare a Wari ai funerali, per tenere compagnia al defunto; e vi sono altri esempi di utilizzo del Wari in contesti cerimoniali o rituali, per esempio nei candombles brasiliani. Un analogo significato si dava storicamente anche al Congklak in Sulawesi (Indonesia): il Congklak era infatti giocato durante il periodo di lutto che seguiva alla morte di una persona cara (e il gioco era considerato tabù in qualsiasi altra circostanza). Sono noti anche usi dei mancala a scopo divinatorio, per esempio nell'antica Giava.
È interessante notare che se i mancala hanno appassionato logici e matematici occidentali in quanto giochi a informazione completa, e quindi che si prestano a essere affrontati in modo scientifico, in gran parte delle culture africane si considera poco corretto, se non addirittura scortese, meditare troppo sulle proprie mosse. Non raramente i regolamenti ufficiali africani vietano di contare i pezzi nelle case; in Uganda si gioca a Omweso il più velocemente possibile, e la più piccola esitazione è pagata con la sconfitta immediata a tavolino. Uno spettatore occidentale che osservi giocare i Masai, spesso, non è in grado neppure di distinguere l'alternarsi dei turni. Molti di questi aspetti sono antitetici al normale atteggiamento occidentale verso i giochi astratti strategici (vedi il gioco degli scacchi), differenza che può essere letta anche in chiave sociologica e antropologica.

## Analisi e strategia
Nella maggior parte dei mancala, la componente di fortuna è del tutto assente; si tratta quindi di giochi a informazione perfetta. Nonostante i meccanismi piuttosto semplici su cui si fondano, la complessità di gioco dei mancala è spesso notevole, soprattutto nelle varianti con semina a staffetta. I mancala hanno di conseguenza suscitato un certo interesse nei settori matematici della teoria dei giochi, teoria della complessità e in etnomatematica, ma anche in psicologia, oltre che, evidentemente, in antropologia.
Fra le considerazioni strategiche più generali, si può notare come sia fondamentale l'obiettivo di mantenere elevata la propria mobilità, ovvero il numero di mosse che è possibile fare senza seminare in nessuna delle buche dell'avversario (le cosiddette "mosse in mano"). Una mobilità maggiore di quella del proprio avversario può infatti tradursi facilmente in un lauto bottino di catture. Le mosse che forniscono un vantaggio di mobilità sono spesso da preferirsi, nella strategia a lungo termine, a quelle che portano a catturare pezzi avversari.

## Mancala moderni

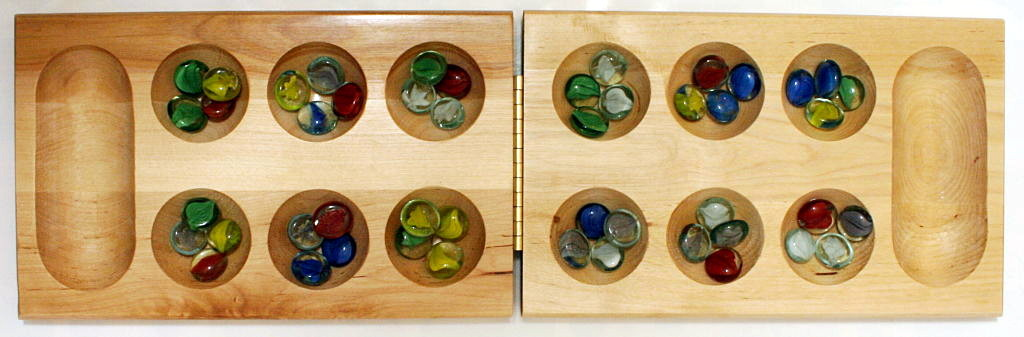
Un tavoliere da mancala di fabbricazione industriale

Alcuni autori di giochi anche occidentali si sono cimentati nella progettazione di nuovi giochi di tipo mancala. Il più celebre mancala moderno è certamente il Kalah o Bantumi; moltissime fonti usano la parola "mancala" per riferirsi proprio a questo gioco. Il Kalah è in effetti una versione semplificata del Congklak indonesiano. Altri autori hanno inventato giochi ispirati ai concetti di fondo dei mancala (in particolare semina e cattura) ma che presentano innovazioni sostanziali. Il "gioco delle perle di vetro" e Space Walk sono due esempi di mancala moderni che distinguono fra diversi tipi di pezzi (caratteristica che non appartiene a nessun mancala tradizionale). Fra i mancala moderni compare anche qualche solitario (per esempio El Mirall).
A più riprese, diverse case editrici di giochi hanno proposto i mancala come giochi in scatola; normalmente il gioco proposto è il Wari o qualche sua variante minore. Nel 1962 il Wari o Oware fu pubblicato dalla 3M col nome Oh-Wah-Ree, in una veste grafica ispirata all'antico Egitto, e un tavoliere di forma insolita, con le case disposte a semicerchio. Un altro esempio è Mandinka, prodotto dalla Milton Bradley nel 1978 (in questo caso, la veste grafica alludeva alle pitture tribali dell'Africa nera).

### Cross-mancala
Gli studiosi di Mancala hanno identificato una variazione delle regole che si può applicare a qualsiasi Mancala, in genere con l'effetto di ridurre eventuali vantaggi o svantaggi legati al fatto di essere primo giocatore di turno. La regola generale viene identificata con l'espressione "cross-mancala" ("Mancala incrociato") e i giochi che ne derivano hanno un nome analogo: per esempio il cross-Wari ("Wari incrociato") è il Wari con l'aggiunta della regola cross-Mancala. La regola stabilisce che una semina a partire da una buca con un numero dispari di semi venga fatta in senso orario, mentre una a partire da una buca con un numero pari di semi venga fatta in senso antiorario.